# Hexatoma chirothecata
Hexatoma chirothecata là một loài ruồi trong họ Limoniidae. Chúng phân bố ở miền Cổ bắc.